# District de Sanshan
Le district de Sanshan (三山区 ; pinyin : Sānshān Qū) est une subdivision administrative de la province de l'Anhui en Chine. Il est placé sous la juridiction de la ville-préfecture de Wuhu.